# Gretchen Fraser
Gretchen Fraser (Tacoma, 11 februari 1919 - New York, 17 februari 1994) was een Amerikaans alpineskiester.
Gretchens familienaam was Kunigk, de achternaam Fraser verkreeg ze middels haar huwelijk met Don Fraser in oktober 1939.
Fraser nam eenmaal deel aan de Olympische Winterspelen (in 1948) die tevens als Wereldkampioenschappen alpineskiën golden.
Op de Winterspelen werd zij een week voor haar 29e verjaardag de eerste persoon met de Amerikaanse nationaliteit die olympisch kampioen in het alpineskiën werd, ze werd slechts door zes vrouwen en vier mannen opgevolgd (t/m OS 2006). Ze behaalde deze titel op de slalom en werd daarmee tegelijkertijd wereldkampioene, tevens de eerste Amerikaanse wereldtitel in het alpineskiën. Op de combinatie won ze de zilveren medaille en op de afdaling klasseerde ze zich als dertiende.

## Kampioenschappen
1948: Gretchen Fraser ·
1952: Andrea Mead-Lawrence ·
1956: Renée Colliard ·
1960: Anne Heggtveit ·
1964: Christine Goitschel ·
1968: Marielle Goitschel ·
1972: Barbara Cochran ·
1976: Rosi Mittermaier ·
1980: Hanni Wenzel ·
1984: Paoletta Magoni ·
1988: Vreni Schneider ·
1992: Petra Kronberger ·
1994: Vreni Schneider ·
1998: Hilde Gerg ·
2002: Janica Kostelić ·
2006: Anja Pärson ·
2010: Maria Riesch ·
2014: Mikaela Shiffrin ·
2018: Frida Hansdotter ·
2022: Petra Vlhová
- Library of Congress Control Number: n97042349
- SNAC: w6gb4cxs
- Virtual International Authority File: 28811949
- WorldCat: E39PBJkXxb6GWjQx8DqmDk3qQq